# Gare de Kunda
La gare de Kunda (栗田駅, Kunda-eki) est une gare ferroviaire localisée dans la ville de Miyazu, dans la préfecture de Kyoto, au Japon. La gare est exploitée par la compagnie Kyoto Tango Railway, sur la ligne Miyazu.

## Disposition des quais
La gare de Kunda est une gare disposant de deux quais et de deux voies
| N° de voie | Ligne        | Direction     |
| ---------- | ------------ | ------------- |
| 1          | ▆ KTR Miyazu | Nishi-Maizuru |
| 2          | ▆ KTR Miyazu | Miyazu        |

## Gares/Stations adjacentes
| Kyoto Tango Railway |              |               |              |                         |
| Direction Miyazu    | Ligne Miyazu | Ligne Miyazu  | Ligne Miyazu | Direction Nishi-Maizuru |
| Miyazu 14           |              | Rapid Service |              | Tango-Yura M12          |
| Miyazu 14           |              | Local         |              | Tango-Yura M12          |